# Razione C

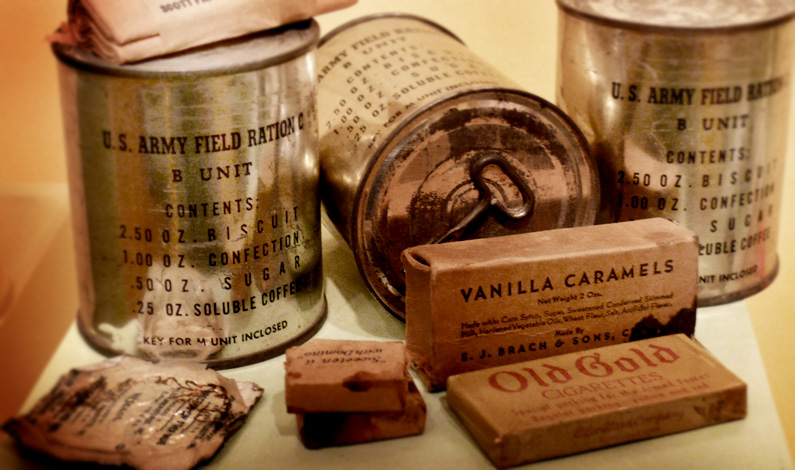
Una parte di una razione C risalente al periodo della Seconda guerra mondiale. Da notare che le caramelle alla vaniglia e le sigarette marca Old Gold non facevano parte della razione.

La razione C (in inglese: C-Ration, ufficialmente Field Ration, Type C) è stato un tipo di razione da combattimento individuale, composta da cibo precotto inscatolato, introdotta negli Stati Uniti d'America nel 1940.
Impiegata estensivamente nel corso del secondo conflitto mondiale e della guerra di Corea fu rimpiazzata nel 1958 dalla Meal, Combat, Individual o MCI ("pasto da combattimento individuale") che però la modificò in minima parte tanto che i militari americani continuarono a chiamarla razione C.

## Storia

### "Razione di ferro" (1907-1922)
Il primo tentativo di fornire ai soldati americani una razione individuale fu la cosiddetta "razione di ferro" introdotta nel 1907. Essa consisteva in tre medaglioni del peso di 85 grammi (3 once) contenenti un preparato di brodo di carne in polvere e grano tostato e cucinato, in tre barrette di cioccolato dolce del peso di 28 grammi (1 oncia) e da due confezioni contenenti sale e pepe. La razione era distribuita all'interno di un contenitore in latta sigillato del peso di circa 450 grammi (1 libbra) che veniva portato di solito nella tasca superiore della casacca dell'uniforme ed era indicato esclusivamente per l'uso di emergenza quando non era possibile rifornire le truppe di cibo. Questa razione fu in seguito abbandonata in favore della cosiddetta "razione di riserva" anche se le scoperte fatte durante lo sviluppo e l'uso furono utilizzate negli studi che condussero alla formulazione della razione D.

### "Razione di riserva" (1917-1937)
La "razione di riserva" fu utilizzata nell'ultimo periodo della prima guerra mondiale per alimentare le truppe che operavano lontane dalle proprie guarnigioni o quando non erano disponibili cucine da campo per preparare i pasti. Questa razione era originariamente composta da 340 grammi (12 once) di pancetta (bacon), circa 450 grammi (1 libbra) di carne in scatola, due lattine contenenti cadauna circa 230 grammi (8 once) di galletta, 33 grammi (1,16 once) di caffè macinato, 68 grammi (2,4 once) di zucchero e 4,5 grammi (0,16 once) di sale. Era infine presente una razione di tabacco composta da 11 grammi (0,4 once) di tabacco sfuso e 10 cartine per sigarette che più tardi fu sostituita da sigarette commerciali già confezionate.
Nel dopoguerra furono fatti diversi tentativi di miglioramento della razione in base alle informazioni raccolte sui campi di battaglia. Nel 1922 essa era composta da circa 450 grammi (1 libbra) di carne, di solito manzo jerky (essiccato e tagliato), da 85 grammi (3 once) di carne in scatola o cioccolato, da circa 400 grammi (12 once) di galletta e da caffè e zucchero. Nel 1925 la razione di carne essiccata fu sostituita con preparato in scatola a base di carne di maiale e fagioli. Nel 1936 fu studiata la possibilità di introdurre un menù diversificato: il "menù A" contenente carne in scatola ed il "menu B" contenente carne di maiale e fagioli. Tali esperimenti però vennero interrotti nel 1938 in concomitanza dell'entrata in servizio della razione C propriamente detta.

### "Field Ration, Type C" (1938-1945)
La nuova razione C, introdotta nel 1938, era intesa a sostituire la precedente "razione di riserva" come razione individuale da usarsi per breve periodo e da integrarsi con la razione di emergenza D composta da barrette di cioccolato. Lo sviluppo della nuova razione fu affidata al Quartermaster Subsistence Research and Development Laboratory ("Laboratorio di ricerca e sviluppo per la  sussistenza del [Corpo di] Quartiermastro") di Chicago, costituito nel 1936, e aveva come obiettivi la creazione di un prodotto più gustoso, nutrizionalmente bilanciato e facilmente conservabile rispetto alla precedente "razione di emergenza".
La razione C originale era costituita da due "unità" principali contenute ognuna in una lattina di forma oblunga. L'unità "M" (da meat, "carne" in inglese) che consisteva da portata principale del pasto e l'unità "B" (da bread, "pane" in inglese) che conteneva gallette oppure un dessert. Inizialmente l'unità "M" era contenuta in lattine pesanti 450 grammi (16 once) mentre l'unità "B" pesava 340 grammi (12 once); nel 1940, durante le manovre militari condotte in Louisiana, si scoprì che l'unità "M" era troppo pesante ed abbondante, di conseguenza il contenuto venne ridotto a 340 grammi uniformando così le confezioni delle due unità.

## Caratteristiche
Questo tipo di razione era destinata all'alimentazione allo United States Army nei casi in cui non fosse disponibile cibo fresco (razione A) o cucine mobili in grado di preparare sul campo le razioni B composte da ingredienti conservati non cotti. Ulteriormente la razione C era impiegata in quei contesti ove le razioni di sopravvivenza (tipo le razioni K o le razioni D) erano considerate inadeguate a garantire un corretto apporto nutritivo.